# Señor Difunto de Icod de los Vinos
La imagen del Señor Difunto de Icod de los Vinos es una escultura de Jesucristo muerto venerado en la Parroquia de San Marcos Evangelista en el municipio de Icod de los Vinos en Tenerife (Islas Canarias, España). Es uno de los llamados "Cristos de Maíz", es decir, representaciones de Jesucristo realizados por indígenas de México mediante este material.

## Características
Se trata de una imagen de tamaño natural que tiene la particularidad de tener los brazos articulados, por lo que fue inicialmente concebido como un crucificado para la ceremonia del descendimiento. La imagen fue realizada por los indios Tarascos de Michoacán, mediante una técnica utilizando la médula de la caña del maíz.

## Historia
La llegada de la imagen a la isla de Tenerife, se produjo como en tantas otras obras de arte americano debido al legado de los emigrantes canarios que pasaron al Nuevo Mundo. La talla fue comprada por Gaspar de Torres en Yucatán (México) a finales del siglo XVI. Más tarde fue heredado por su mujer Inés de Montes de Oca, quién lo donó al convento agustino de San Sebastián de Icod, el 12 de diciembre de 1587, indicando que había hecho traer de "Nueva España una imagen de Nuestro Señor Jesucristo Crucificado y lo ha dado a dicho convento de San Sebastián".
Tras la donación y a petición de su antigua propietaria, los frailes se comprometieron a ceder la imagen cada Jueves Santo a la cofradía de la Misericordia de la Parroquia de San Marcos para que realizaran la ceremonia del descendimiento y entierro de Cristo, para posteriormente regresar al convento agustino con la talla.
El Señor Difunto fue muy venerado por el Siervo de Dios, Fray Juan de Jesús quién nació en Icod de los Vinos. Actualmente la talla se encuentra en la citada Parroquia de San Marcos Evangelista y sale el Viernes Santo en la procesión magna.